# Vysokoškolská práce
Vysokoškolská práce (angl. thesis) je školní práce, kterou obhajují studenti na vysokých školách. Jde o obsáhlejší práci (tzv. závěrečnou, nebo kvalifikační), která by měla být na odpovídající úrovni, a jejíž úspěšná obhajoba je pro studenta zpravidla jednou z podmínek pro řádné ukončení studia na vysoké škole.